# Sketeorien
Sketeorien ("sketeorien" er ikke en teori i videnskabelig eller matematisk forstand, men det er navnet, som begrebet er almindeligt kendt under) er en metafor, der beskriver mængden af fysisk og/eller mental energi, som en person har til rådighed til daglige aktiviteter og opgaver, og hvordan den kan blive begrænset. Den blev lanceret af forfatteren og bloggeren Christine Miserandino i 2003 til at udtrykke, hvordan det føltes at have en kronisk sygdom, i dette tilfælde lupus. Hun brugte antallet af skeer, som hun havde samlet sammen omkring sig på et bord, til at repræsentere den mængde energi, som hun havde til rådighed i løbet af en dag. Dette var for at få en ven til at forstå, hvordan kronisk sygdom tvang hende til at planlægge dage og handlinger i forvejen, så hun ikke risikerede at løbe tør for den begrænsede mængde energi, hun havde til rådighed i løbet af en dag. Sketeorien er siden blevet brugt til at beskrive en lang række handicap, problemer med det psykiske helbred, følelsen af social marginalisering og andre faktorer, der kan placere en ekstra og ofte en usynlig byrde for mennesker, der bærer på dem.

## Oprindelse
Idéen blev først beskrevet af Christine Miserandino i hendes 2003 essay "The Spoon Theory". Da Miserandino var ude på en restaurant for at spise med en ven, begyndte vennen at betragte hende, mens hun tog sin medicin, og pludselig spurgte vennen, hvordan det var at have lupus. Miserandino greb skeer fra bordene omkring sig, og gav sin veninde den håndfuld skeer, hun havde nået at samle sammen. Hun forklarede at antallet af skeer, hendes veninde nu havde i hånden, repræsenterede den energi, hun havde til rådighed i løbet af en dag. Miserandino brugte skeerne som et billede på, hvordan mennesker med kronisk sygdom vågner op hver dag med kun en begrænset mængde energi til alt det, der skal klares i løbet af dagen.
Miserandino bad sin ven nævne de forskellige aktiviteter, hun havde tænkt sig at udføre i løbet af dagen, og for hver aktivitet lagde Miserandino en ske til side. Hun tog ske efter ske, indtil hendes veninde kun havde en ske tilbage. Hendes ven sagde derefter, at hun var sulten, hvortil Miserandino svarede, at det ville kræve en ske at spise maden. Hvis hun skulle lave maden selv, ville der være brug for en ske ekstra til madlavningen. Hun skulle derfor vælge sit næste træk klogt for at spare på den energi hun havde brug for resten af aftenen.

## Kronisk sygdom og sketeori
Personer med kronisk sygdom eller smerte beretter ofte at de føler sig forskellige fra andre og er splittede mellem sig selv og mennesker uden handicap. Sketeorien bruges i denne sammenhæng til at bygge fællesskaber for personer med kronisk sygdom, så de kan støtte hinanden.
Skeerne bruges til at visualisere mængden af mental og fysisk energi, en person har til rådighed for aktiviteter og produktive opgaver i løbet af en given tidsperiode (f.eks. en dag eller uge). Hver aktivitet kræver et antal skeer, som kun fornyes i takt med at personen "lader op" ved at hvile sig. En person, der løber tør for skeer, har intet andet valg end at hvile, indtil der er kommet nye skeer. Dette betyder imidlertid ikke, at hvile er sikker måde at få skeer på. For mange mennesker med kronisk sygdom resulterer søvnen ikke automatisk i fornyet energi. Mange handicappede kan have søvnbesvær, hvilket resulterer i et fortsat lavt tilskud af energi .
På grund af energimangel er mange mennesker med kronisk sygdom nødt til at planlægge og rationere dagens energiforbrug. Siden mennesker uden et træthedsrelateret handicap eller kronisk sygdom sjældent tænker på den energi, som de bruger til almindelige opgaver som at bade og klæde sig på, kan det være svært for dem at forstå, hvordan mennesker med disse handicap må administrere deres energi selv til mindre aktiviteter i hverdagen. Sketeorien forklarer forskellen og letter diskussionen mellem mennesker med begrænsede energireserver og dem med (tilsyneladende) ubegrænsede energireserver.

## Anden anvendelse
Sketeorien har siden spredt sig til hele handicapsamfundet og endda til marginaliserede grupper for at beskrive den udmattelse, der kan karakterisere deres specifikke situationer. Den er mest almindeligt brugt til at henvise til oplevelsen af at have et usynligt handicap, fordi mennesker uden ydre symptomer eller symboler på deres tilstand ofte opfattes som dovne, inkonsekvente eller med dårlige tidsstyringsevner af dem, der ikke har et førstehåndskendskab til, hvordan det er at leve med en kronisk sygdom eller et handicap. Naomi Chainey har beskrevet, hvordan udtrykket også har spredt sig til det bredere handicapsamfund, og endda til grupper uden handicap til at beskrive ikke-kroniske former for træthed og mental udmattelse.
Personer med psykiske problemer såsom angst eller depression kan på samme måde finde det udfordrende at udføre tilsyneladende enkle opgaver i løbet af dagen eller at håndtere selv mindre kriser.Sketeorien er endda blevet brugt til at beskrive udmattelsen hos kvinder efter en fødsel og den efterfølgende mangel på søvn.